# سوتور باسكت مونتيجرانارو
سوتور باسكت مونتيجرانارو (بالإيطالية: Società Sportiva Sutor)‏ هو فريق كرة سلة إيطالي تأسس في سنة 1947 يقع في ماركي، إيطاليا.

## أبرز اللاعبين
- فاليريو أموروزو
- أوغوستو بينيلي
- ماركوس فينيسيوس دي سوزا
- كوستاس فازيلياديس
- إلياس لاري أيوسو
- كيوان جاريس
- بي جاي تاكر

## وصلات خارجية
- الموقع الرسمي